# Lionel Vandenberghe
Lionel Georges Corneel Vandenberghe (Houtem, 26 juli 1943 – Antwerpen, 26 december 2023) was een Belgisch Vlaamsgezind vredesactivist en politicus die actief was voor de voormalige Sociaal-Liberale Partij (het vroegere Spirit of VlaamsProgressieven).

## Levensloop
Vandenberghe volgde humaniora aan het Onze-Lieve-Vrouwcollege van Veurne en studeerde in 1966 af als licentiaat in de psychologie met specialisatie in de ontwikkelingspsychologie aan de Katholieke Universiteit Leuven, met een eindverhandeling over de psychologische en sociologische achtergronden van de Blauwvoeterijstrekking binnen de Vlaamse Beweging. Hij werd eerst wetenschappelijk medewerker aan het Interuniversitair Centrum voor Jeugdproblematiek in Leuven en verrichte onderzoek naar en publiceerde over de Algemeen Katholiek Vlaams Studentenverbond. In 1972 ging hij aan de slag bij de Universitaire Faculteiten Sint-Ignatius Antwerpen, sinds 1979 onderdeel van de Universiteit Antwerpen. Vandenberghe richtte er de dienst voor Studieadvies en Studentenbegeleiding op, waarvan hij van 1973 tot 2003 directeur was.
Tijdens zijn studies was hij actief in het Katholiek Vlaams Hoogstudentenverbond en vanaf zijn tienerjaren nam hij geregeld deel aan de IJzerbedevaart. Hij was ook jaren actief in de Vlaamse uitgeverij De Nederlanden met het bijhorende maandblad "Nieuw Vlaanderen" tot begin 1990 de activiteiten stopten. Vanaf 1968 was hij redacteur van "Nieuw Vlaanderen" en van 1970 tot 1978 was hij hoofdredacteur van het blad. Ook werd hij lid van het hoofdbestuur van de Vlaamse Volksbeweging en van het nationaal bestuur van het Davidsfonds.
In 1975 werd Vandenberghe lid van de Algemene Vergadering en in 1980 lid van de raad van beheer van het IJzerbedevaartcomité. Vanaf mei 1988 was hij ondervoorzitter en in maart 1989 volgde hij de overleden Paul Daels op als voorzitter van het IJzerbedevaartcomité, wat hij bleef tot in 2002. Hij hield het comité in Vlaams-democratisch-nationalistische banen door zich te distantiëren van de extreemrechtse elementen binnen de Vlaamse Beweging en actualiseerde de boodschap van het IJzertestament door ook in te zetten op werkloosheid, leefmilieu en onderwijs om de verworven Vlaamse beleidsautonomie een concrete inhoud te geven en een boodschap van vrede en verdraagzaamheid centraal te stellen, zonder de eis op zelfbestuur te laten vallen. In een van zijn toespraken aan de IJzertoren, poneerde hij de oproep "Waalse vrienden, laten we scheiden".
Tijdens de 75ste IJzerbedevaart in 2002 werd hij door een 100-tal radicale nationalisten uitgejouwd, eerder had hij bedreigingen ontvangen. In 1996 al hadden aanhangers van het Vlaams Blok gewelddadig het podium bestormd tijdens zijn toespraak.
Toen hij eind 2002 na dertien jaar het einde van zijn voorzitterschap van het IJzerbedevaartcomité bekendmaakte, en politiek actief werd bij links-liberale spirit, die ontstond na het uiteenvallen van de Volksunie in 2001, werd dit door N-VA, de rechts-nationalistische concurrent van Spirit bij de opvolgers van de Volksunie, cynisch onthaald als een pijnlijke zaak voor Lionel Vandenberghe en een goede zaak voor het IJzerbedevaart en de Vlaamse Beweging.
Bij de federale verkiezingen van mei 2003 was Vandenberghe tweede opvolger op de sp.a-Spirit-lijst voor de Senaat. Hij behaalde 14.290 stemmen en kon rechtstreeks zitting nemen in de Senaat, vermits Bert Anciaux (verkozen in de Kamer van volksvertegenwoordigers) aan zijn zetel verzaakte. In de Senaat was hij lid van de commissies Institutionele Aangelegenheden en Buitenlandse Betrekkingen en Landsverdediging, waarvan hij van 2004 tot 2007 ondervoorzitter was. Als senator zette hij zich vooral in rond erkenning van klinische psychologen, internationale vraagstukken als het statuut van Kosovo en de Koerdische zaak, Noord-Zuidsamenwerking en ontwikkelingssamenwerking, Europese integratie, pacifisme en regionalisme. Tevens was hij lid van de commissie voor Taalinspectie en van 2003 tot 2007 vast lid van de Parlementaire Assemblee van de OVSE - Organisatie voor de Veiligheid en de Samenwerking in Europa en plaatsvervangend lid van de Raadgevende Interparlementaire Beneluxraad.

Bij de verkiezingen van juni 2007 had hij geen verkiesbare plaats meer. Bij de tweede afscheuring van de partij in het najaar van 2008 bleef hij bij Spirit, volgens de richting-Geert Lambert, die koos voor een onafhankelijke koers los van de sp.a en begin 2009 de naam veranderde naar Sociaal-Liberale Partij (SLP). Bij de Europese verkiezingen van juni 2009 duwde Vandenberghe de SLP-lijst. Toen de partij enkele maanden later opging in Groen! verliet hij de politiek.
Hij ontmoette onder anderen de dalai lama in 2006, Yasser Arafat in 2004, en was internationaal waarnemer in Congo in 2006.
Vandenberghe stamde af van een Vlaamse vader en een Hongaarse moeder. Hij woonde in Zoersel.
Vandenberghe overleed op 80-jarige leeftijd op 26 december 2023.